# Bandel (Käse)

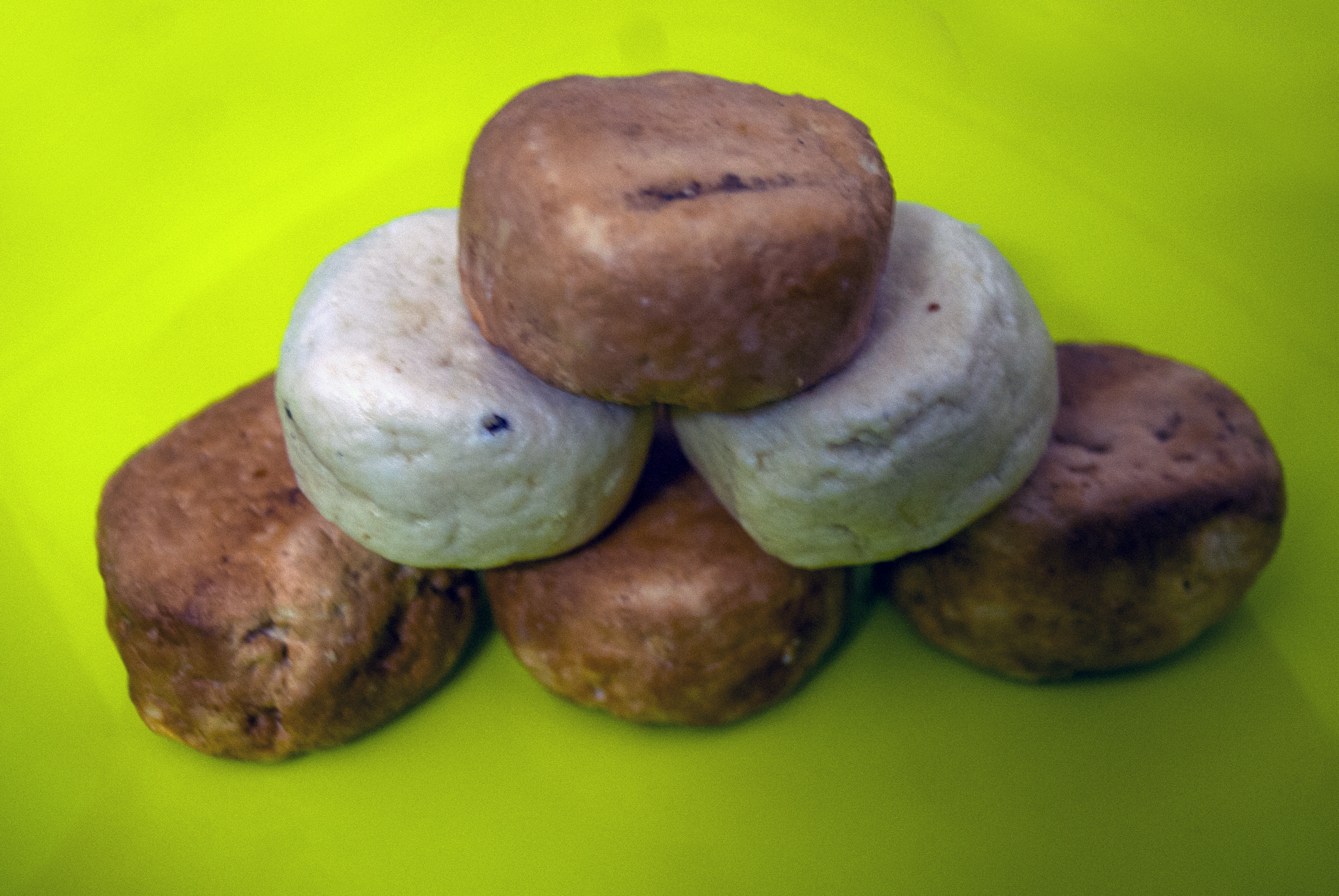
Bandel, frisch und geräuchert

Bandel (bengalisch ব্যান্ডেল) oder Bandal ist ein westbengalischer ungereifter Weichkäse aus Kuhmilch. Für die Herstellung des Käses wird Rohmilch mit Zitronensaft dickgelegt.

## Eigenschaften
Bandel ist ein Weichkäse mit kleinen runden Laiben von etwa drei Zentimeter Durchmesser und zwei Zentimeter Höhe. Er hat eine weiche und cremige Textur, ähnlich einem Camembert. Sein Geschmack ist mild und ausgeprägt salzig, beim geräucherten Bandel kommt ein ausgeprägtes Raucharoma hinzu. Frischer Bandel ist weiß, geräucherter hat eine bräunliche Rinde. Der Bandel ähnelt sehr dem im heutigen Bangladesch aus Büffelmilch oder Kuhmilch hergestellten Dhaka, der ebenfalls auf portugiesischen Einfluss zurückgeht.

## Geschichte
Der Bandel hat seinen Namen von dem Ort Bandel im indischen Bundesstaat Westbengalen, etwa 40 Kilometer nördlich von Kolkata am Ufer des Hugli. Dem indischen Ernährungswissenschaftler K. T. Achaya zufolge lebten in Bandel und anderen Orten Bengalens im 17. Jahrhundert etwa 20.000 Portugiesen. Sie führten das Dicklegen von Milch durch die Zugabe von Säuerungsmitteln ein und brachten damit eine neue Zutat in die bengalische Küche. Zuvor war das Säuern von Milch mit einem Nahrungstabu belegt. Auf der Grundlage gesäuerter Milch entstanden nach zeitgenössischen Berichten neben Süßspeisen die bengalischen Käse Bandel und Dhaka.
Die Herstellung des Bandel erfolgte traditionell in Tarakeswar und Bishnupur. Er war immer eine Spezialität mit nur geringer Verbreitung. Heute ist der Bandel nur noch bei zwei Händlern des New Market von Kolkata erhältlich.

## Herstellung
Für den Bandel wird die gesalzene Kuhmilch mit Zitronensaft versetzt. Die von der Molke abgesetzte Dickete wird in gelochte Formen gefüllt und von Hand gepresst. Die kleinen Käselaibe werden dann für mehrere Tage in Molke oder Wasser gelegt. Ein Teil der Produktion wird geräuchert. Obwohl Bandel ein Frischprodukt ist, kann er wegen seines Salzgehalts relativ lange gelagert werden, gekühlt mehrere Wochen. Dabei wird er zunehmend würziger.

## Verzehr
Der Bandel wird als Brotaufstrich oder pur zum Nachmittagstee verzehrt. Frischer Bandel passt gut zu Erdbeeren. Er eignet sich um gerieben und über Salate, Nudel- oder Reisgerichte gestreut zu werden. Um ihn pur zu verzehren, wird er über Nacht in Wasser gelegt, das entfernt einen Teil des Salzes.

## Belege
1. 1 2 3 4 5  Colleen Taylor Sen: Bandal. In: Catherine Donnelly (Hrsg.): The Oxford Companion to Cheese. Oxford University Press, Oxford 2016, ISBN 978-0-19-933088-1, S. 58.
2. 1 2  Chitrita Banerji: How the Bengalis Discovered Chhana and its Delightful Offspring. In: Harlan Walker (Hrsg.): Milk: Beyond the Dairy. Proceedings of the Oxford Symposium on Food and Cookery, 1999. Prospect Books, Totnesa 1997, ISBN 1-903018-06-4, S. 48–59.
3. ↑  K. T. Achaya: Indian Food. A Historical Companion. Oxford University Press, Delhi u. a. 1994, S. 128–133.
4. ↑  Colleen Taylor Sen: The Portuguese Influence on Bengali Cuisine. In: Harlan Walker (Hrsg.): Food on the Move. Proceedings of the Oxford Symposium on Food and Cookery, 1996. Prospect Books, Totnesa 1997, ISBN 0-907325-79-3, S. 288–298 (Digitalisat).
5. ↑  Jonathan Shapiro Anjaria and Mansi Jasani: India. In: Catherine Donnelly (Hrsg.): The Oxford Companion to Cheese. Oxford University Press, Oxford 2016, ISBN 978-0-19-933088-1, S. 372–374.
6. ↑  Food. In: The Telegraph. 3. Mai 2013, archiviert vom Original am 8. Mai 2013; abgerufen am 25. Januar 2020.